# ويل كين
ويل كين (باليابانية: William David Keane) (مواليد 11 يناير 1993)، هو لاعب كرة قدم كان يلعب كمهاجم.

## وصلات خارجية
- ويل كين على موقع قاعدة بيانات كرة القدم.إي يو (الإنجليزية)
- ويل كين على موقع ناشيونال فوتبول تيمز (الإنجليزية)
- ويل كين على موقع Soccerbase.com (لاعب) (الإنجليزية)
- ويل كين على موقع Soccerway.com (الإنجليزية)
- ويل كين على موقع عالم كرة القدم.نت (الإنجليزية)
- ويل كين على موقع AS.com (الإسبانية)